# Турув (электростанция)
ТЭС «Турув» (пол. Elektrownia Turów) — тепловая электростанция в Польше близ границы с Германией. Работает на буром угле. Введена в эксплуатацию в 1962 году. Принадлежит группе компаний «PGE Polska Grupa Energetyczna». Производит 7% электроэнергии Польши.

## Общее описание
Установленная мощность ТЭС — 1900 МВт. Годовое производство электроэнергии составляет 13 144 008 МВт·ч. Годовое потребление угля — 11 991 500 тонн.
В 2005 году проведена комплексная модернизация, ставшая одним из крупнейших инвестиционных проектов в Центральной Европе. Станция включает восемь энергоблоков, шесть из которых используют современные технологии сжигания угля в топках с кипящим слоем высокой эффективности.
Доля станции в энергосистеме страны — около 8,3% (2007). Топливо доставляется конвейерами непосредственно из угольного разреза.

## Экология
Согласно докладу WWF от 10 мая 2007 года, ТЭС Турув признана крупнейшим источником парниковых газов в Польше и восьмым — в Европе.

## Аварии и инциденты

### Обрушение градирни (1987)
7 февраля 1987 года произошло обрушение одной из градирен. Причины достоверно не установлены — рассматривались версии конструкционных недостатков и воздействия погодных условий.

### Авария 1998 года
В 1998 году произошло разрушение энергоблока мощностью 200 МВт. Причиной стала утечка гидравлической жидкости в системе высоковольтных выключателей, приведшая к механическому повреждению генератора и возгоранию.

### Взрыв угольной пыли (2012)
24 июля 2012 года в 21:56 на первом энергоблоке произошёл взрыв угольной пыли, вызвавший пожар на энергоблоках 1-4. Пострадали 4 работника, станция была остановлена на 15 суток.